# Simon Hocquaux
Simon Hocquaux, né le 21 novembre 1995 à Évreux en Normandie, est un patineur artistique français. Il est médaillé de bronze aux championnats de France 2016.

## Biographie

### Carrière sportive
Simon Hocquaux est double champion de France junior (2013 et 2014). Il a représenté la France à trois reprises aux championnats du monde juniors (2013, 2014 et 2015).
Il monte sur la troisième marche du podium des championnats de France élite lors de l'édition 2016 à Épinal.
Il n'a jamais été sélectionné par la fédération française des sports de glace pour participer aux championnats d'Europe, aux championnats du monde seniors et aux Jeux olympiques d'hiver.

### Reconversion
Après avoir fait la Prépa des INP à Nancy, il intègre en 2017 l'école européenne d'ingénieurs en génie des matériaux à Nancy.

## Palmarès
| Compétition/Saison            | 2011 | 2012 | 2013 | 2014 | 2015 | 2016 | 2017 |
| Jeux olympiques d'hiver       |      |      |      |      |      |      |      |
| Championnats du monde         |      |      |      |      |      |      |      |
| Championnats d'Europe         |      |      |      |      |      |      |      |
| Championnats de France        | 7e   | 6e   | 5e   | 4e   | 4e   | 3e   | 4e   |
| Championnats du monde juniors |      |      | 17e  | 14e  | 29e  |      |      |
| '                             |      |      |      |      |      |      |      |

## Programmes
- Saison 2011-2012

Programme court : BO de In the Mood for Love
Programme libre : BO de Pearl Harbor de Hans Zimmer
- Saison 2012-2013

Programme court : Epoca & Differente de Gotan Project
Programme libre : BO de Anges et Démons de Hans Zimmer ; L'Odyssée de Pierre Adenot (publicité pour Cartier) ; Dragon de Maxime Rodriguez ; Guardians at the Gate (musique principale de la deuxième bande-annonce du film Avatar) par Audiomachine
- Saison 2013-2014

Programme court : Burlesque de Maxime Rodriguez
Programme libre : BO de Anges et Démons de Hans Zimmer ; L'Odyssée de Pierre Adenot (publicité pour Cartier) ; Dragon de Maxime Rodriguez ; Guardians at the Gate (musique principale de la deuxième bande-annonce du film Avatar) par Audiomachine
- Saison 2014-2015

Programme court : BO de Burlesque (Express et Show Me How You Burlesque)
Programme libre : BO de Inception de Hans Zimmer